# Подпись Нюберг — Руэппеля
Подпись Нюберг — Руэппеля (англ. Nyberg-Rueppel Signature Scheme) — схема электронной подписи с использованием открытого ключа, основанная на задаче дискретного логарифмирования в конечном поле. Алгоритм не может использоваться для шифрования (в отличие от RSA и схемы Эль-Гамаля). Подпись создается секретно, но может быть публично проверена. Это значит, что только один субъект может создать подпись сообщения, но любой может проверить её корректность. Схема была предложена Кайсой Нюберг и Райнером Руэппелем в 1993 году на первой конференции ACM (англ. 1st ACM conference on Computer and communications security) как модификация DSA.

## История
В 1993 году Кайса Нюберг и Райнер Руэппель представили новую схему подписи, основанную на тех же принципах, что и DSA. Основное отличие заключается в том, что новая схема обеспечивает восстановление сообщений. Но в отличие от RSA, преобразования подписи и восстановления не коммутируют. Следовательно, новая схема не может быть использована для шифрования. Преимуществами восстановления сообщений являются: приложения без хэш-функции, меньшая пропускная способность для подписей небольших сообщений, прямое использование в других схемах, таких как системы открытого ключа на основе идентификации или протоколы согласования ключей.
Авторы представили два приложения новой схемы. Во-первых, в системе открытых ключей на основе идентификации, которая позволяет избежать требования полного доверия Центру ключей. Во-вторых, в протоколе соглашения о ключах, который устанавливает общий секретный ключ между двумя сторонами взаимно аутентифицированным способом. Несомненно, за этим последует ещё больше применений новой системы подписи.

## Использование алгоритма
Схема подписи с восстановлением сообщения подразумевает собой процедуру, когда сообщение восстанавливается после проверки подписи. Иными словами, пусть имеются два пользователя, Алиса и Боб, и незащищенный канал связи между ними. Пользователь Алиса подписывает открытое сообщение секретным ключом, а полученную подпись пересылает пользователю Бобу, который в свою очередь с помощью открытого ключа проверяет подлинность подписи и восстанавливает сообщение. При положительном результате проверки, Боб убеждается в целостности сообщения, в его оригинальности (то есть в том, что сообщение было послано именно пользователем Алисой), а также лишается возможности утверждать, что Алиса не посылала это сообщение. Важно, что только Алиса способна подписать своё сообщение, потому что только она знает свой секретный ключ, и то, что её подпись может быть проверена любым пользователем, так как для этого нужен лишь открытый ключ.

## Параметры схемы цифровой подписи
Для построения системы цифровой подписи и генерации ключей необходимо:
1. Выбрать открытую функцию избыточности {\displaystyle f}, которая преобразует фактическое сообщение в данные, которые затем подписываются. Это похоже на хеш-функцию в схемах подписи с приложением, но в отличие от них, функция избыточности должны быть легко обратима.
2. Выбрать большое простое число {\displaystyle Q}.
3. Выбрать большое простое число {\displaystyle P}, такое, что {\displaystyle (P-1)} делится на {\displaystyle Q}.
4. Сгенерировать случайное число {\displaystyle H<P} и вычислить {\displaystyle G=H^{(P-1)/Q}\mod P}. Если {\displaystyle G=1}, то искать другое случайное {\displaystyle H}, пока {\displaystyle G} будет не равным {\displaystyle 1}, что обеспечит выполнение условия {\displaystyle G^{Q}=1\mod P}

## Открытый и секретный ключи
1. Секретный ключ представляет собой число {\displaystyle x\in (0,Q)}
2. Открытый ключ вычисляется по формуле {\displaystyle Y=G^{x}\mod p}

Открытыми параметрами являются {\displaystyle (P,Q,G,Y)}. Закрытый параметр — {\displaystyle x}. Ключевая пара {\displaystyle (Y,x)}.

## Вычисление ключей
Каждый пользователь создает свой открытый ключ и ему соответствующий секретный ключ. Каждый пользователь должен выполнить следующее:
1. Выбрать простые числа {\displaystyle P} и {\displaystyle Q}, для которых {\displaystyle Q} делит {\displaystyle P-1}.
2. Выбрать генератора {\displaystyle G\in \mathrm {Z} _{p}^{*}} для циклической подгруппы порядка {\displaystyle Q} в группе.

Для этого пользователь должен выполнить следующее:
1. Выбрать элемент {\displaystyle {\displaystyle H\in \mathrm {Z} _{p}^{*}}}, и найти {\displaystyle G=H^{(p-1)/q}{\pmod {p}}}.
2. Если {\displaystyle G=1}, то перейти к шагу 1 с другим {\displaystyle H}.

Продолжить действия в соответствии с шагами:
1. Выбрать произвольное число {\displaystyle H}, {\displaystyle 1\leq G\leq Q-1}
2. Вычислить {\displaystyle Y=G^{Q}{\pmod {p}}}
3. Открытый ключ адресата есть (Р, Q, G, Y). Секретный ключ пользователя есть число H.

## Вычисление подписи
Пользуясь своим секретным ключом, пользователь Алиса подписывает бинарное сообщение m. Пользователь Алиса должна выполнить следующее:
1. Вычислить {\displaystyle m=R(m)}.
2. Выбрать случайное секретное целое {\displaystyle k}, {\displaystyle 1\leq k\leq Q-1} и вычислить {\displaystyle r=G-k{\pmod {p}}}
3. Вычислить {\displaystyle e=m\prime r{\pmod {p}}}.
4. Вычислить {\displaystyle s=ae+k{\pmod {Q}}}.
5. Подпись А под {\displaystyle m} есть пара ({\displaystyle e}, {\displaystyle s}).

## Проверка подписи и вычисление сообщения
Пользуясь открытым ключом пользователя Алиса, адресат Боб может проверить подпись (e, s) пользователя Алиса и извлечь из подписи сообщение от Алисы. Пользователь Боб должен выполнить следующее:
1. Получить открытый ключ (Р, Q, G, Y) пользователя Алиса.
2. Проверить, что {\displaystyle e\in [1,P-1]}. Если нет, то отклонить подпись.
3. Проверить, что {\displaystyle {\displaystyle s\in [1,Q-1]}}. Если нет, то отклонить подпись.
4. Вычислить {\displaystyle v=G^{s}*Y^{-e}{\pmod {P}}} и {\displaystyle m\prime =Ve{\pmod {P}}}.
5. Проверить, что {\displaystyle m\prime \in M_{R}}. Если нет, то отклонить подпись.
6. Вычислить {\displaystyle m=R^{-1}(m\prime )}.

## Пример
Подпись сообщения
1. Выберем параметры схемы: {\displaystyle Q=101,P=607,G=601.}
2. Ключевая пара пусть выглядит как {\displaystyle (391,3)}.
3. Чтобы подписать сообщение {\displaystyle M=12} , вычисляем временный ключ {\displaystyle k=45} и {\displaystyle R=G^{k}(modP)=143}.
4. Пусть {\displaystyle f(M)=M+2^{4}\cdot M}, тогда {\displaystyle f(M)=204} и

{\displaystyle E=f(M)\cdot R(modP)=36},
{\displaystyle S=x\cdot E+k(modQ)=52}.
Итого, пара чисел {\displaystyle (E,S)}, то есть {\displaystyle (36,52)} — это подпись.
Проверка подписи и восстановление сообщения
1. Вычисляем {\displaystyle U_{1}=G^{S}\cdot Y^{-E}=143}. Следует заметить, что значение {\displaystyle U_{1}} совпадает со значением {\displaystyle R}.
2. Вычисляем {\displaystyle U_{2}={E \over U_{1}}(modP)=204}.
3. Теперь нужно проверить, что {\displaystyle U_{2}=204} представляется в виде {\displaystyle M+2^{4}\cdot M} для некоторого целого числа {\displaystyle M}, и убедившись в этом, делаем заключение в корректности подписи.
4. Восстанавливаем сообщение {\displaystyle M=12} как решение уравнения {\displaystyle M+2^{4}\cdot M=204}.

## Достоинства и недостатки
Схема подписи на тех же принципах, что и DSA, главное отличие заключается в том, что в схеме реализовано восстановление сообщения из подписи. В отличие от RSA, подпись и восстановление не коммутируют, следовательно, алгоритм не может быть использован для шифрования. Преимущества восстановления сообщения заключаются в том, что применение схемы осуществляется без использования хеш-функций, более короткая подпись на коротких сообщениях, возможность прямого применения в схемах на основе идентификационной системы с открытым ключом, где пользователь после регистрации в центре ключей может аутентифицировать себя любому другому пользователю без дальнейшего обращения в центр ключей, или в протоколах согласования ключа, которые устанавливают общий ключ между двумя сторонами на основе взаимной аутентификации.

## Модифицированная подпись Нюберга-Руэппеля
Модификация сигнатуры Нюберга-Руэппеля позволяет избежать трудностей проектирования функции избыточности за счет отказа от свойства восстановления сообщений. Её производительность немного хуже, чем у Elgamal, который аналогично не обеспечивает восстановление сообщений, но более эффективен, чем двойные подписи Нюберга-Руэппеля, которые доказуемо безопасны в той же модели. Хотя двойная подпись Нюберга-Руэппеля действительно обеспечивает восстановление сообщений, для этого по-прежнему требуется передача четырёх значений подписи, в то время как для модифицированной версии подписи требуется только три значения (включая сообщение). Поскольку смысл восстановления сообщений заключается в экономии полосы пропускания, эта схема достигает цели с помощью других средств.
Модифицированная подпись Нюберга-Руэппеля заменяет функцию избыточности дискретным возведением в степень. Более явно, пусть {\displaystyle g1} — другой генератор той же группы порядка {\displaystyle q}, такой, что дискретные логарифмы {\displaystyle g1} по отношению как к {\displaystyle g}, так и к y неизвестны. Пространство сообщений {\displaystyle M_{S}} − это целочисленный интервал {\displaystyle I}, то есть равный {\displaystyle [1,q-1]} в случае известного порядка или {\displaystyle [-2^{n},2^{n}-1]} в случае неизвестного порядка. Если ({\displaystyle r}, {\displaystyle s}) является подписью в сообщении {\displaystyle m}, модифицированное уравнение проверки выглядит следующим образом:
{\displaystyle g_{1}^{m}=ry^{p(r)}g^{s}}
Процедура подписания работает как и прежде, поскольку сообщение m в I сначала изменяется на {\displaystyle m'=g_{1}^{m}} как сообщение в {\displaystyle G}, а затем подписывается, как в предыдущем алгоритме.

## Безопасность
В своей простой форме подпись Нюберга-Руэппеля уязвима для атак экзистенциальной подделки. А именно, можно произвольно выбрать {\displaystyle r\in [1,p-1]} и {\displaystyle s\in [1,q-1]}, и эти значения подписывают уникальное сообщение, которое получается путем применения алгоритма восстановления к ({\displaystyle r}, {\displaystyle s}). Хотя это сообщение не может быть выбрано злоумышленником заранее, это все равно означает, что схема подписи небезопасна.
Типичным решением проблемы такого типа является использование функции резервирования. Пусть {\displaystyle R} — эффективно вычислимая взаимно однозначная функция от {{\displaystyle {0,1}}} до {\displaystyle [1,p-1]}, которая является разреженной, то есть набор изображений R соответствует небольшой доле всех значений в диапазоне. При заданном {\displaystyle Z} в изображении {\displaystyle R} существует эффективный алгоритм вычисления {\displaystyle R-1(Z)}.
Модифицированная версия схемы подписи при заданном m вычисляет {\displaystyle m\prime =R(m)}, а затем подписывает m' в соответствии с простой схемой Нюберга-Руэппеля. Чтобы восстановить подписанное сообщение, верификатор сначала восстанавливает {\displaystyle m\prime } в соответствии с механизмом восстановления простой подписи Нюберга-Руэппеля, а затем фактическое сообщение {\displaystyle m} как {\displaystyle R-1(m\prime )}. Безопасность модифицированной версии зависит от сложности выбора значений {\displaystyle r} и {\displaystyle s} таким образом, чтобы выходные данные алгоритма восстановления были в виде {\displaystyle R}. На практике разработка функций резервирования, обеспечивающих надлежащую безопасность, является деликатной задачей.

## Кольцевая подпись версии Нюберга-Руэппеля
Для подписи сообщения {\displaystyle m} при наличии секретного ключа {\displaystyle S_{S}}, и открытых ключах всех участников кольца — {\displaystyle P_{1},P_{2},...,P_{r}}, подпись вычисляется следующим образом:
1. Вычислить {\displaystyle h(m)} как симметричный ключ {\displaystyle k}: {\displaystyle k=h(m)}.
2. Выбрать значение инициализации {\displaystyle v} равномерно случайным образом из {\displaystyle {(0,1)}^{b}}.
3. Выбирать случайное ({\displaystyle e_{i},y_{i}}) равномерно и независимо от {\displaystyle Z_{p}*Z_{q}(1\leq i\leq r,i\neq s)} и вычислить: {\displaystyle x_{i}=f_{i}(e_{i},y_{i})}.
4. Решить следующее кольцевое уравнение для {\displaystyle x_{s}}: {\displaystyle C_{k,v}(x_{1},x_{2},...,x_{r})=v.}
5. Использовать секретный ключ {\displaystyle S_{i}}, чтобы инвертировать {\displaystyle f_{s}} на {\displaystyle x_{s}} для получения ({\displaystyle e_{s},y_{s}}).
6. Подпись в сообщении m определяется как {\displaystyle (2r+1)}-запись: {\displaystyle (P_{1},P_{2},...,P_{r};v;(e_{1},y_{1}),...,(e_{r},y_{r}))}.
7. Проверить подпись {\displaystyle (P_{1},P_{2},...,P_{r};v;(e_{1},y_{1}),...,(e_{r},y_{r}))}.
8. В сообщении {\displaystyle m} подпись будет принята верификатором тогда и только тогда, когда {\displaystyle C_{H(m)},v(f_{1}(e_{1},y_{1}),f_{2}(e_{2},y_{2}),...,f_{r}(e_{r},y_{r}))=v}.